# Ozodicera (Ozodicera) placata
Ozodicera (Ozodicera) placata is een tweevleugelige uit de familie langpootmuggen (Tipulidae). De soort komt voor in het Neotropisch gebied.